# 할롱
할롱(베트남어: Hạ Long / 下龍)는 베트남 북부에 위치한 꽝닌성의 성도로, 베트남의 수도인 하노이에서 북동쪽으로 약 160km 정도 떨어진 곳에 위치하며 인구는 300,670명(2018년 기준)이다. 유네스코 세계유산으로 지정된 할롱만(할롱베이, 하롱베이라고도 불림)과 접한다. 이 시는 1993년에 옛 성도였던 홍가이와 주요 관광지였던 바이짜이가 합병되어 만들어졌다.

## 개요
할롱은 꽝닌성의 해안 도시로, 할롱만을 따라 50km에 이르는 해안선으로 인해 독특한 관광 잠재력과 항구를 가지고 있다. 하노이에서는 북동쪽으로 160km 떨어진 곳에 위치해 있으며, 하이퐁에서는 서쪽으로 60km, 몽까이 국경 검문소에서는 동쪽으로 180km 떨어진 곳에 위치해 있다. 남쪽으로는 통킹만에 의해 경계를 이루고 있다.
할롱의 도시 구역은 동 할롱과 서 할롱의 두 부분으로 나뉘어 있다. 동쪽 지역인 홍가이는 대부분의 관공서와 산업의 집중되어 있고, 바이짜이 대교를 통해 서부 지역인 바이짜이와 연결되어 있다. 관광지는 서부 지역이 더 많은 편이다.
할롱 시에는 여러 좋은 호텔들이 있으며 저렴한 숙박시설과 더불의 2개의 병원 그리고 여러 사설 의료 센터가 있다.
베트남에서 가장 큰 호텔이 2007년부터 할롱만에 건설될 예정이다.

## 역사
수년에 걸친 연구 결과 고고학자, 연구자들은 할롱만에서 오래 전부터 사람이 살았었다는 결론을 내었다. 이 지역에는 쏘이누(Soi Nhu), 할롱(Hạ Long)과 까이베오(Cai Beo) 문화라고 불렸던 3개의 주요 문화가 있었다. 이것은 할롱만과 주변 지역이 인류 요람 중 하나라는 것을 보여주고 있다. 예전에는 어촌에 불과했던 할로의 심장부는 굴 해안이라고 불린다. 응우옌 왕조가 시작되자 이곳은 마우레라는 이름으로 불렸다. 현 시의 동쪽은 이전에는 호아인보 현에 속해 있었던 곳이었다.
1883년에, 프랑스는 할롱만 지역을 점령하고, 석탄을 멕시코만 연안으로 실어날랐다. 많은 섬들과 마찬가지로 대마가 풍부하게 있었기 때문에 브루이에 섬(Ile des brouilles)이라고 부르거나 홍가이를 프랑스어로 번역해서 옹게(Hon Gay)로 부르다가 이후 홍가이로 개명했다. 연구자들에 따르면, 홍가이는 그 당시 프랑스령 홍해에서 벗어난 곳을 부르는 지명이었으며, 프랑스어의 ‘H’는 묵음이므로 옹게로 읽히다가 후대에는 홍가이(Hongay 또는 Hon Gai)로 읽히게 되었다. 그 당시에 홍가이는 꽝옌(廣安市社)의 하위 행정단위였다.
이 마을은 1945년 8월 혁명 이후 거대한 홍가이 광산 지역의 중심 타운이 되었다. 1946년 말에, 프랑스가 홍가이를 재점령한 후, 1954년 제네바 회담을 거쳐, 홍가이 타운은 홍꽝 특별구의 수도가 되었다. 1963년 10월 30일, 정부는 하이닌 지방과 홍꽝 특별구를 합쳐서 꽝닌성을 만들었다. 그리하여 홍가이는 동서로 확장시켜 꽝닌성의 성도가 되었다. 홍가이는 베트남 북부의 모든 산업 지역에 석탄을 공급했다. 또한 중국과의 연결된 관문이었기 때문에, 베트남 전쟁에서서는 미국의 공습이 집중되기도 했다. 빠이짜이 페리(2007년 퇴역, 빠이짜이 대교로 대체 됨)는 가장 중요한 교통의 허브였으며, 미군의 폭격으로 여러 번 파괴된 적이 있었고, 인민 영웅상을 세 차례나 수여 받았다.
1993년 12월 27일, 정부는 행정명령 102조/CP를 통해 홍가이를 기반으로 할롱시를 창설했으며, 시의 역사가 공식적으로 시작되었다.

## 이름
할롱(Hạ Long)이라는 말은 한자로 下龍을 의미하는 말로 “내려오는 용”이라는 의미이다. 어원에 대한 보다 상세한 내용은 할롱만 참조

## 행정구역
하롱시에는 20개의 방(행정동의 개념)이 있다.
| 이름     | 면적 (km2) | 인구 (명) |
| -------- | ---------- | --------- |
| 방       |            |           |
| 하카인   | 31,9       | 6.306     |
| 할럼     | 4,01       | 9.807     |
| 하쭝     | 5,68       | 7.442     |
| 하퐁     | 5,68       | 9.220     |
| 하뚜     | 15,94      | 12.234    |
| 홍하이   | 2,77       | 17.815    |
| 까오탕   | 2,47       | 16.167    |
| 까오싸인 | 7,14       | 15.756    |
| 옛끼우   | 1,57       | 9.440     |
| 쩐흥다오 | 0,64       | 9.643     |

| 이름     | 면적 (km2) | 인구 (명) |
| -------- | ---------- | --------- |
| 방       |            |           |
| 박당     | 1,7        | 9.334     |
| 홍가이   | 1,67       | 7.232     |
| 바이짜이 | 21         | 19.890    |
| 홍강     | 3,81       | 15.058    |
| 하카우   | 8,28       | 11.588    |
| 제엥다이 | 6,24       | 14.822    |
| 훙탕     | 5,97       | 5.730     |
| 뚜언쩌우 | 7,1        | 1.763     |
| 비엣흥   | 31,7       | 8.648     |
| 다이옌   | 45,37      | 7.900     |

## 경제
할롱시의 경제 구조는 관광산업, 서비스, 무역, 농업, 임업과 해산물로 정의된다. 2014년에 도시 총생산(GDP)은 2천 2백억 동(VND)에 이르며, 전체 꽝닌성에서 41%를 차지하고 (산업 및 건설 부문은 31%, 서비스 및 관광 부문은 53%를 차지함) 총 예산 수익은 꽝닌성 전체의 69.3%를 차지했다. 평균 GDP 성장률은 연간 12%이다.
발전 계획에 따라 할롱시는 5개의 경제 구역으로 구성되어 있다.
- 1구역 : 무역, 서비스 – 옛끼우 프엉, 짠헝다오, 홍가이, 박당, 홍하이, 홍하, 까오싼, 까오탕 포함
- 2구역 : 공업, 임업 – 하쭝 프엉, 하투, 하칸, 하람과 하퐁을 포함
- 3구역 : 공업, 항구 - 바이짜이의 북서부, 비엣헝의 북쪽, 하카우, 지엥다이를 포함
- 4구역 : 관광 –바이짜이, 탕탄 앙 투안 짜우 남쪽을 포함
- 5구역 : 농업, 어업 - 비엣헝과 다이엔을 포함

할롱시는 석탄 채광과 가공, 선박 건조, 건축 자재, 기계, 목재 가공, 식품, 의류 등 1,470개의 산업 및 수공예품 제조 기반을 보유하고 있다. 베트남 북부에서 가장 큰 항구 중 하나인 까이란 항과 동당과 하까인 3개의 공업 지대가 있다.
2018년 시의 예산은 36조 8천 2십억 동이었고, 1인당 소득은 USD 6,120로 전국 2.5배에 달했다.

## 기후
| 할롱 (바이짜이)의 기후          | 할롱 (바이짜이)의 기후 | 할롱 (바이짜이)의 기후 | 할롱 (바이짜이)의 기후 | 할롱 (바이짜이)의 기후 | 할롱 (바이짜이)의 기후 | 할롱 (바이짜이)의 기후 | 할롱 (바이짜이)의 기후 | 할롱 (바이짜이)의 기후 | 할롱 (바이짜이)의 기후 | 할롱 (바이짜이)의 기후 | 할롱 (바이짜이)의 기후 | 할롱 (바이짜이)의 기후 | 할롱 (바이짜이)의 기후 |
| 월                              | 1월                    | 2월                    | 3월                    | 4월                    | 5월                    | 6월                    | 7월                    | 8월                    | 9월                    | 10월                   | 11월                   | 12월                   | 연간                   |
| ------------------------------- | ---------------------- | ---------------------- | ---------------------- | ---------------------- | ---------------------- | ---------------------- | ---------------------- | ---------------------- | ---------------------- | ---------------------- | ---------------------- | ---------------------- | ---------------------- |
| 역대 최고 기온 °C (°F)          | 28.8 (83.8)            | 29.5 (85.1)            | 32.0 (89.6)            | 34.6 (94.3)            | 36.1 (97.0)            | 37.3 (99.1)            | 37.9 (100.2)           | 36.5 (97.7)            | 36.3 (97.3)            | 34.1 (93.4)            | 33.8 (92.8)            | 29.7 (85.5)            | 37.9 (100.2)           |
| 일평균 최고 기온 °C (°F)        | 19.3 (66.7)            | 19.7 (67.5)            | 22.0 (71.6)            | 26.1 (79.0)            | 30.1 (86.2)            | 31.5 (88.7)            | 31.7 (89.1)            | 31.3 (88.3)            | 30.7 (87.3)            | 28.8 (83.8)            | 25.5 (77.9)            | 21.7 (71.1)            | 26.5 (79.7)            |
| 일일 평균 기온 °C (°F)          | 16.2 (61.2)            | 17.0 (62.6)            | 19.5 (67.1)            | 23.4 (74.1)            | 26.9 (80.4)            | 28.4 (83.1)            | 28.6 (83.5)            | 27.9 (82.2)            | 27.1 (80.8)            | 25.0 (77.0)            | 21.5 (70.7)            | 17.9 (64.2)            | 23.3 (73.9)            |
| 일평균 최저 기온 °C (°F)        | 14.0 (57.2)            | 15.2 (59.4)            | 17.8 (64.0)            | 21.5 (70.7)            | 24.6 (76.3)            | 26.0 (78.8)            | 26.2 (79.2)            | 25.4 (77.7)            | 24.4 (75.9)            | 22.2 (72.0)            | 18.7 (65.7)            | 15.3 (59.5)            | 20.9 (69.6)            |
| 역대 최저 기온 °C (°F)          | 4.6 (40.3)             | 5.3 (41.5)             | 7.1 (44.8)             | 11.4 (52.5)            | 15.9 (60.6)            | 18.4 (65.1)            | 21.4 (70.5)            | 21.1 (70.0)            | 16.6 (61.9)            | 14.0 (57.2)            | 9.0 (48.2)             | 5.7 (42.3)             | 4.6 (40.3)             |
| 평균 강수량 mm (인치)           | 27.7 (1.09)            | 24.5 (0.96)            | 42.9 (1.69)            | 86.3 (3.40)            | 183.2 (7.21)           | 297.0 (11.69)          | 364.3 (14.34)          | 430.5 (16.95)          | 276.0 (10.87)          | 142.6 (5.61)           | 38.9 (1.53)            | 18.1 (0.71)            | 1,923 (75.71)          |
| 평균 강우일수                   | 7.6                    | 10.4                   | 14.3                   | 11.4                   | 12.0                   | 15.5                   | 16.5                   | 18.7                   | 14.1                   | 9.2                    | 5.8                    | 5.2                    | 140.5                  |
| 평균 상대 습도 (%)              | 80.4                   | 84.0                   | 87.1                   | 86.5                   | 83.3                   | 83.8                   | 83.6                   | 85.6                   | 82.5                   | 78.5                   | 76.7                   | 76.3                   | 82.4                   |
| 평균 월간 일조시간              | 81.2                   | 48.3                   | 42.9                   | 88.7                   | 178.2                  | 168.4                  | 186.8                  | 165.2                  | 177.1                  | 177.3                  | 155.7                  | 127.7                  | 1,595.8                |
| 출처: 베트남 과학기술양성연구소 |                        |                        |                        |                        |                        |                        |                        |                        |                        |                        |                        |                        |                        |

## 풍경

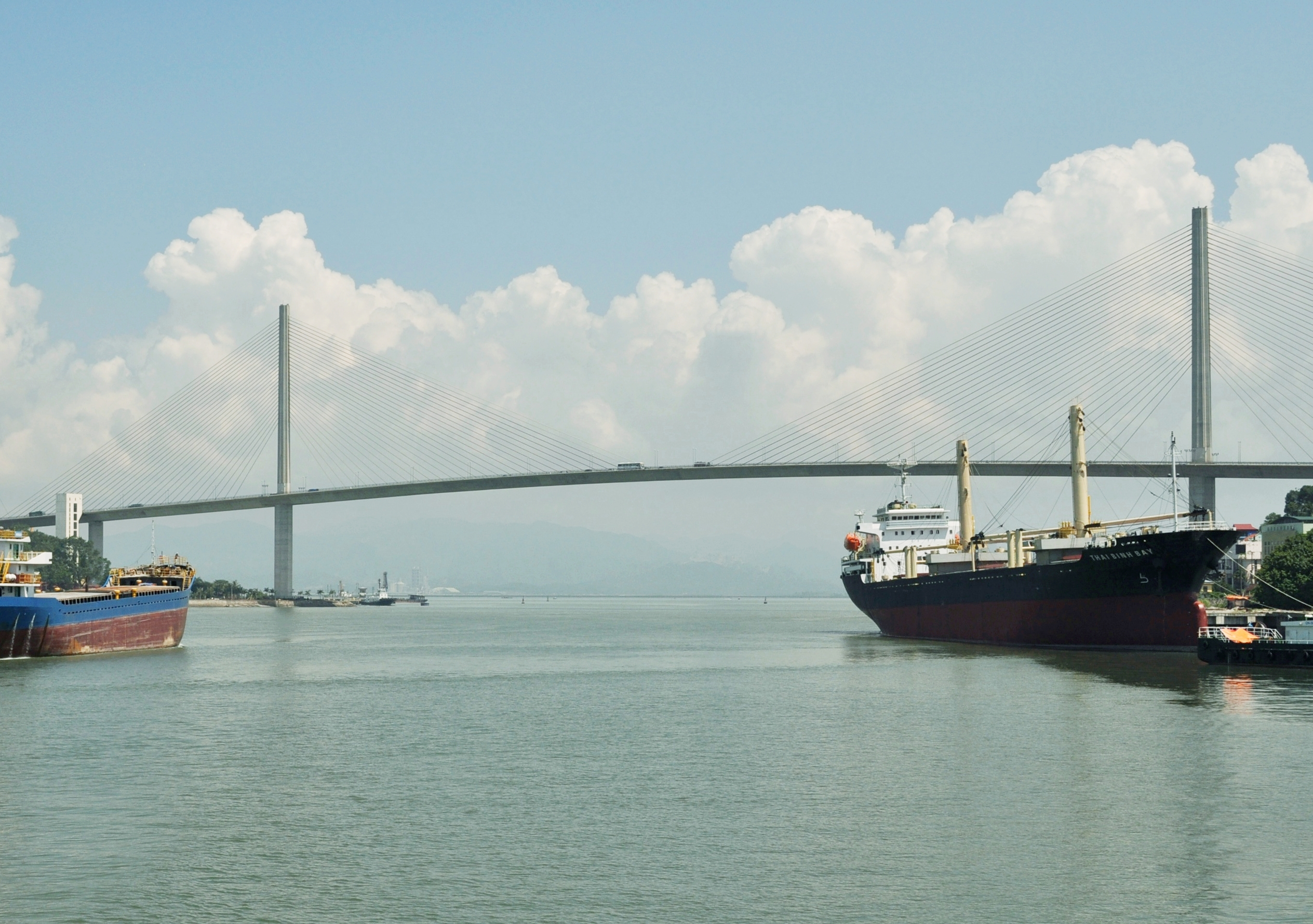
바이짜이 대교
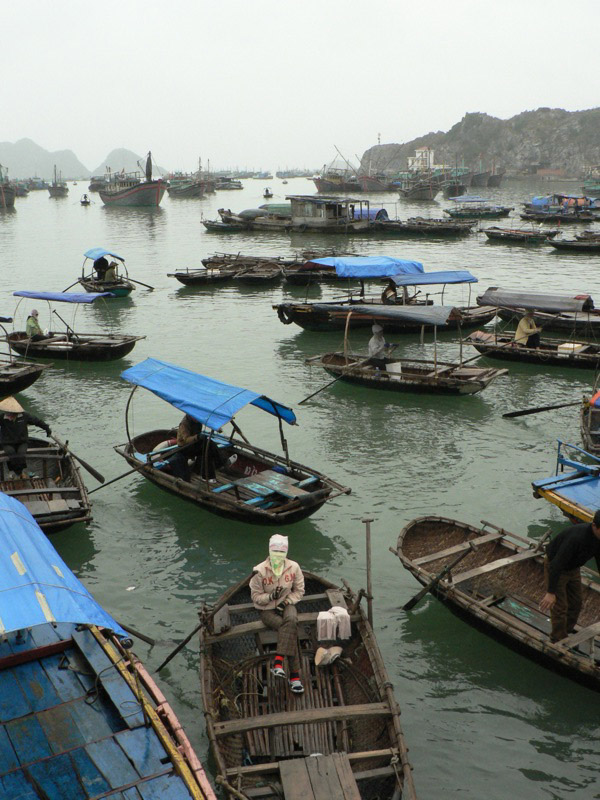
할롱만의 어선
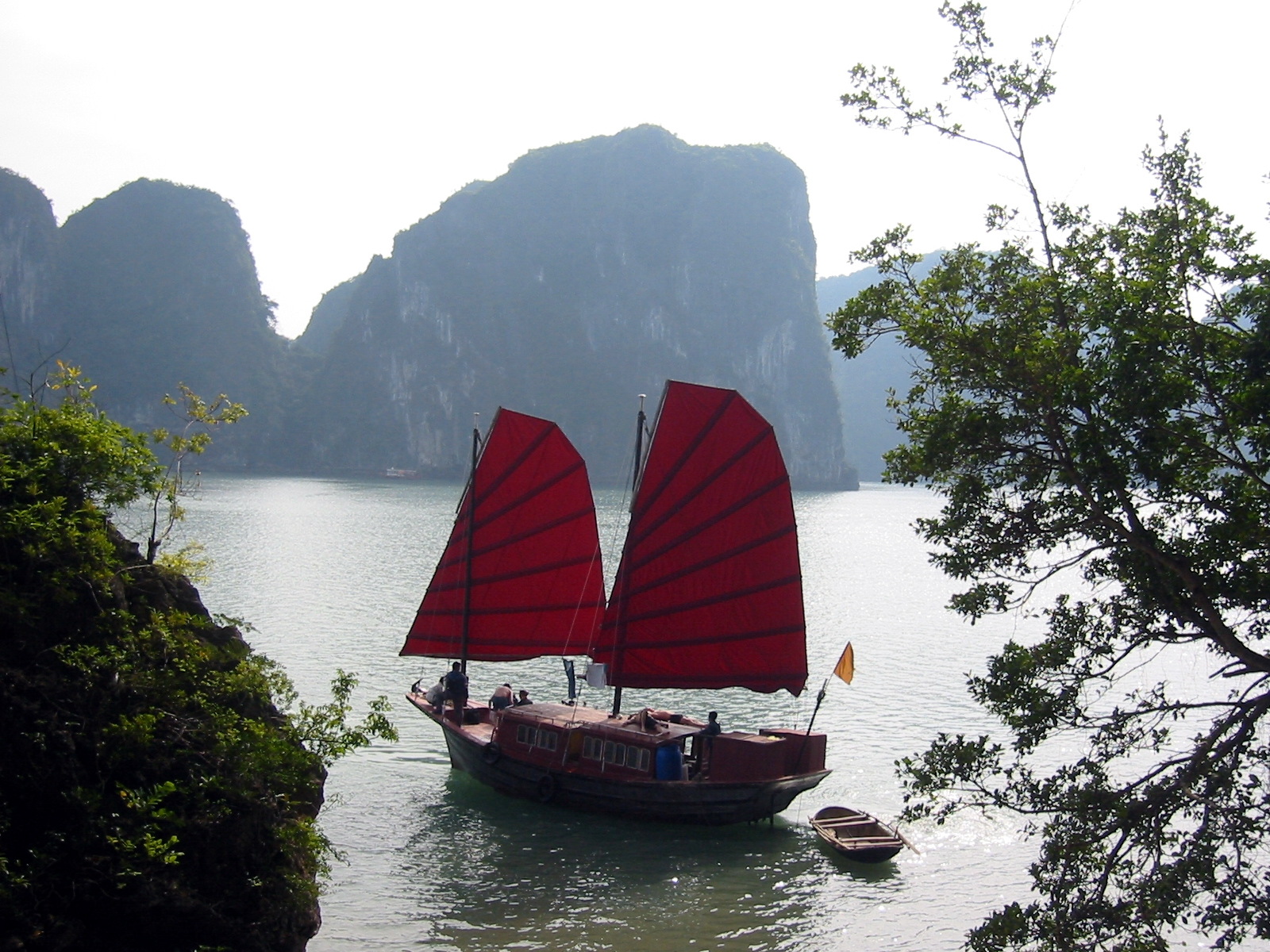
할롱만의 전통 홍선
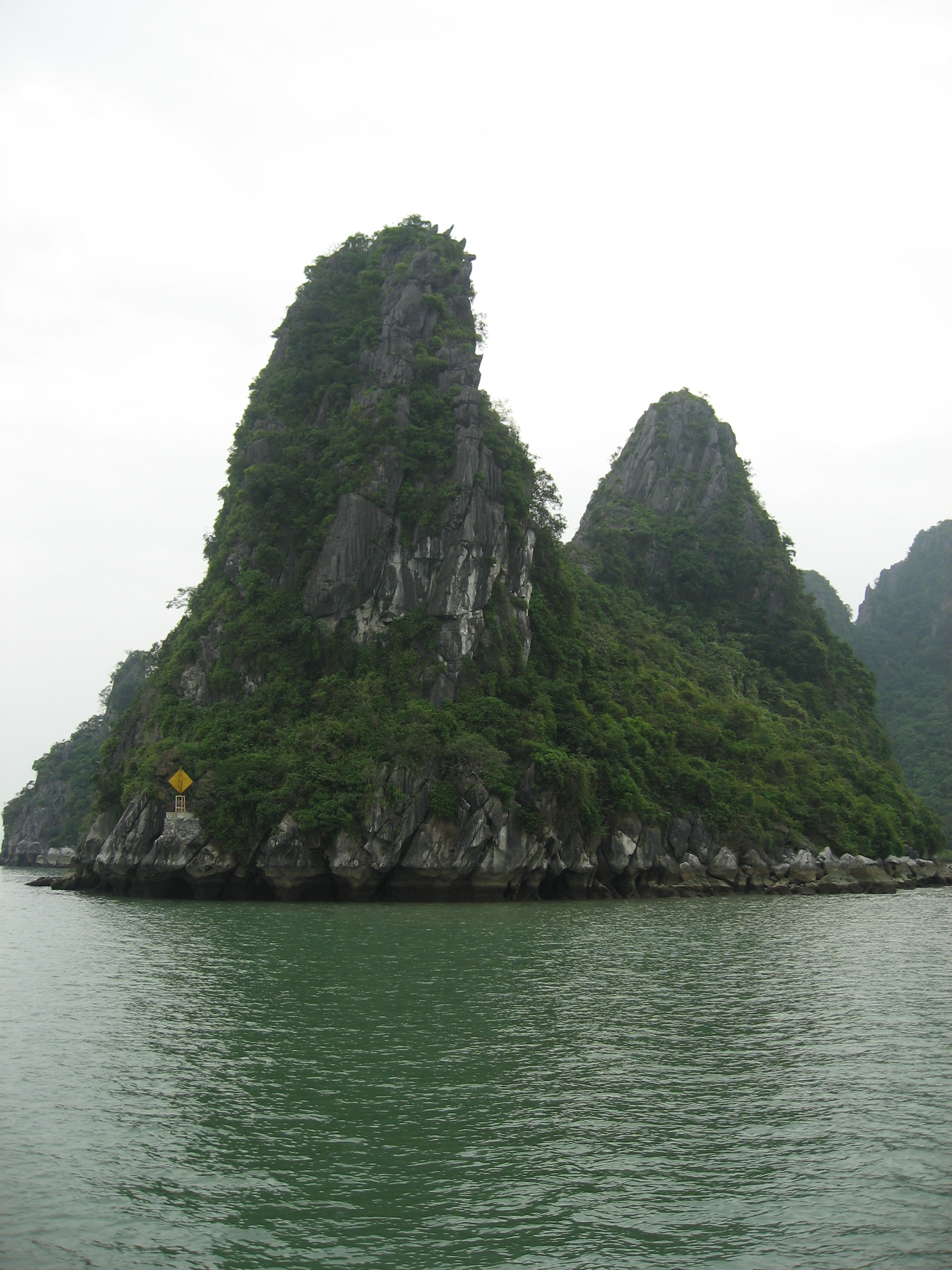
석회암 도서
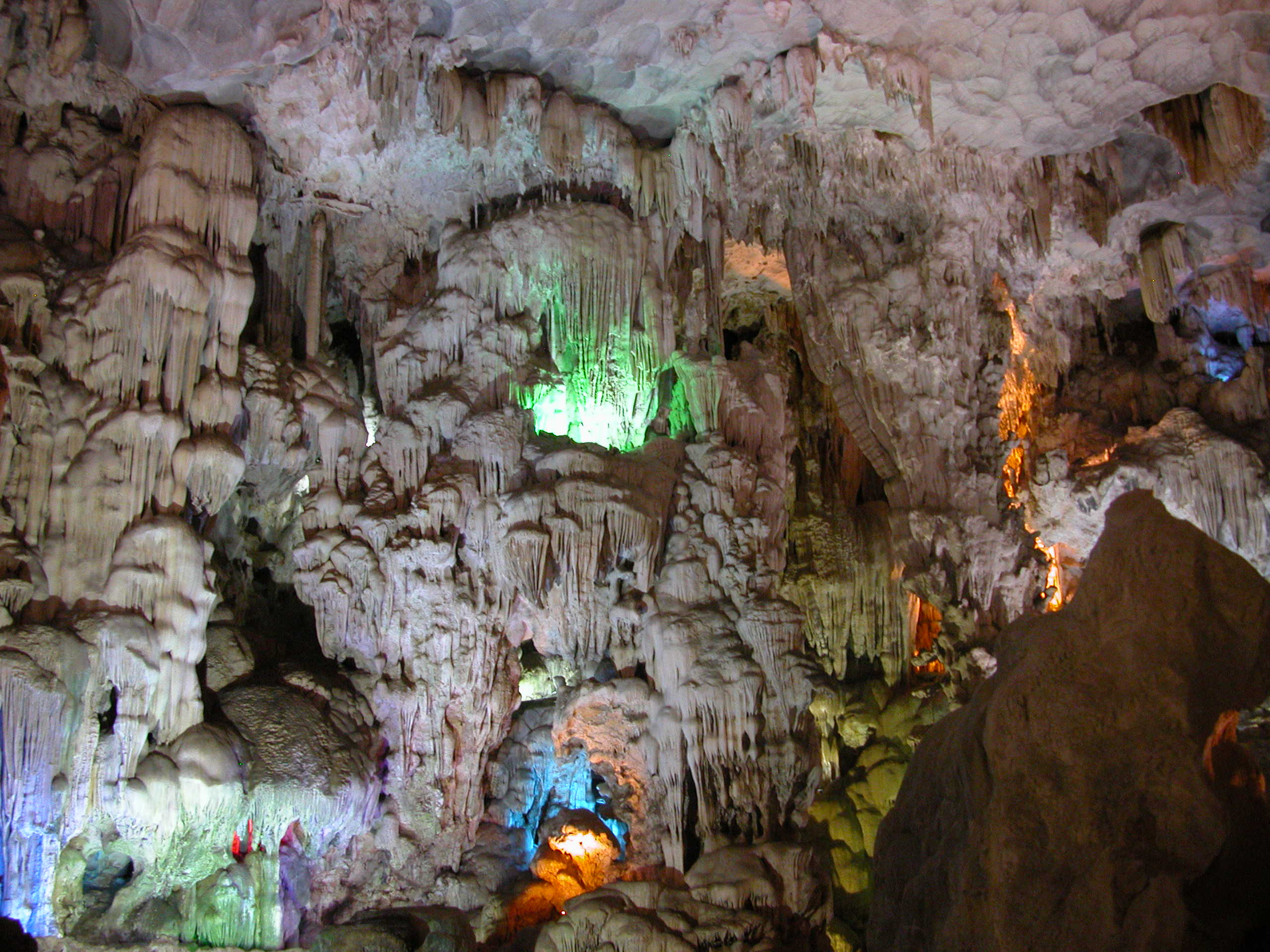
톈꿍 동굴의 종유석
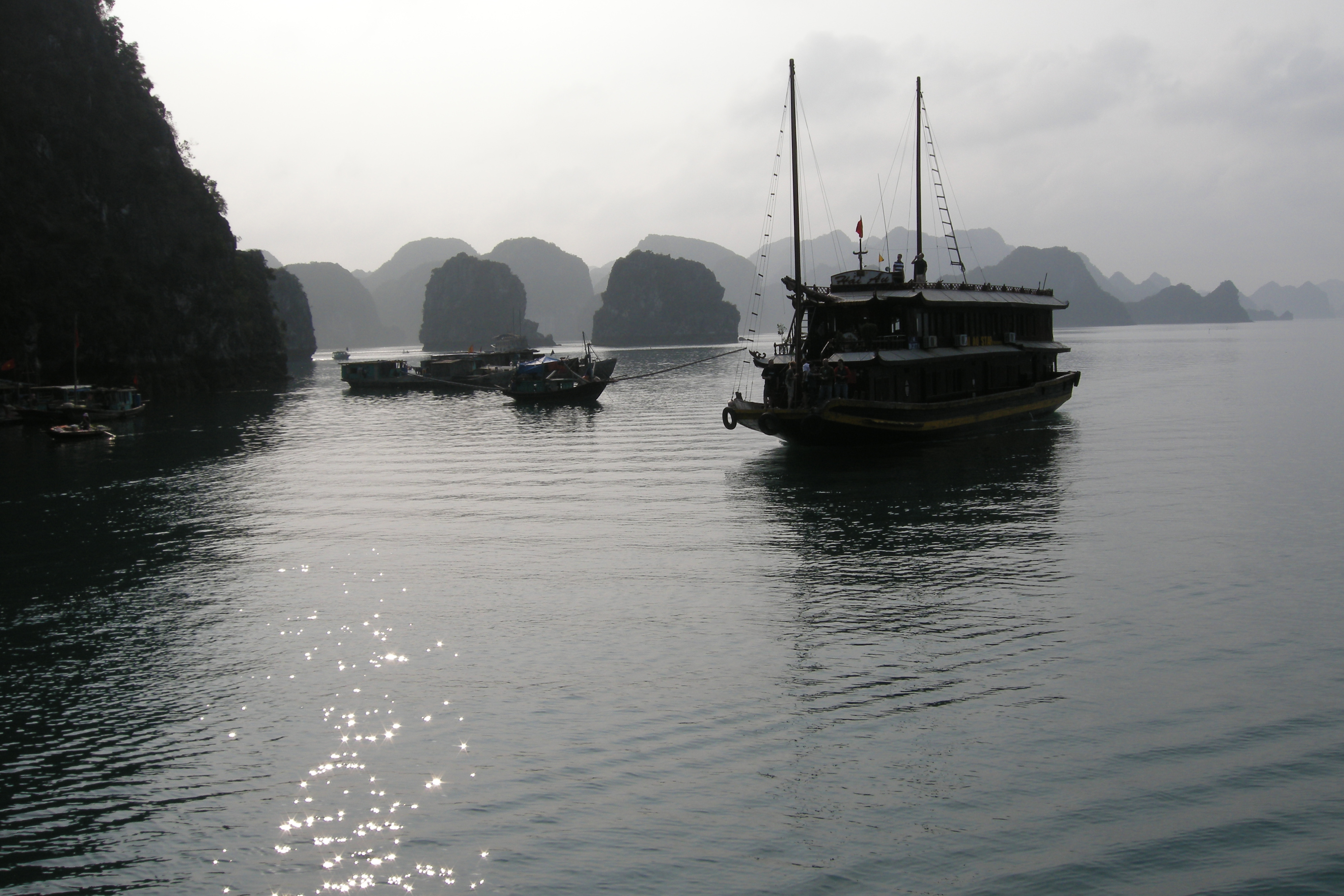
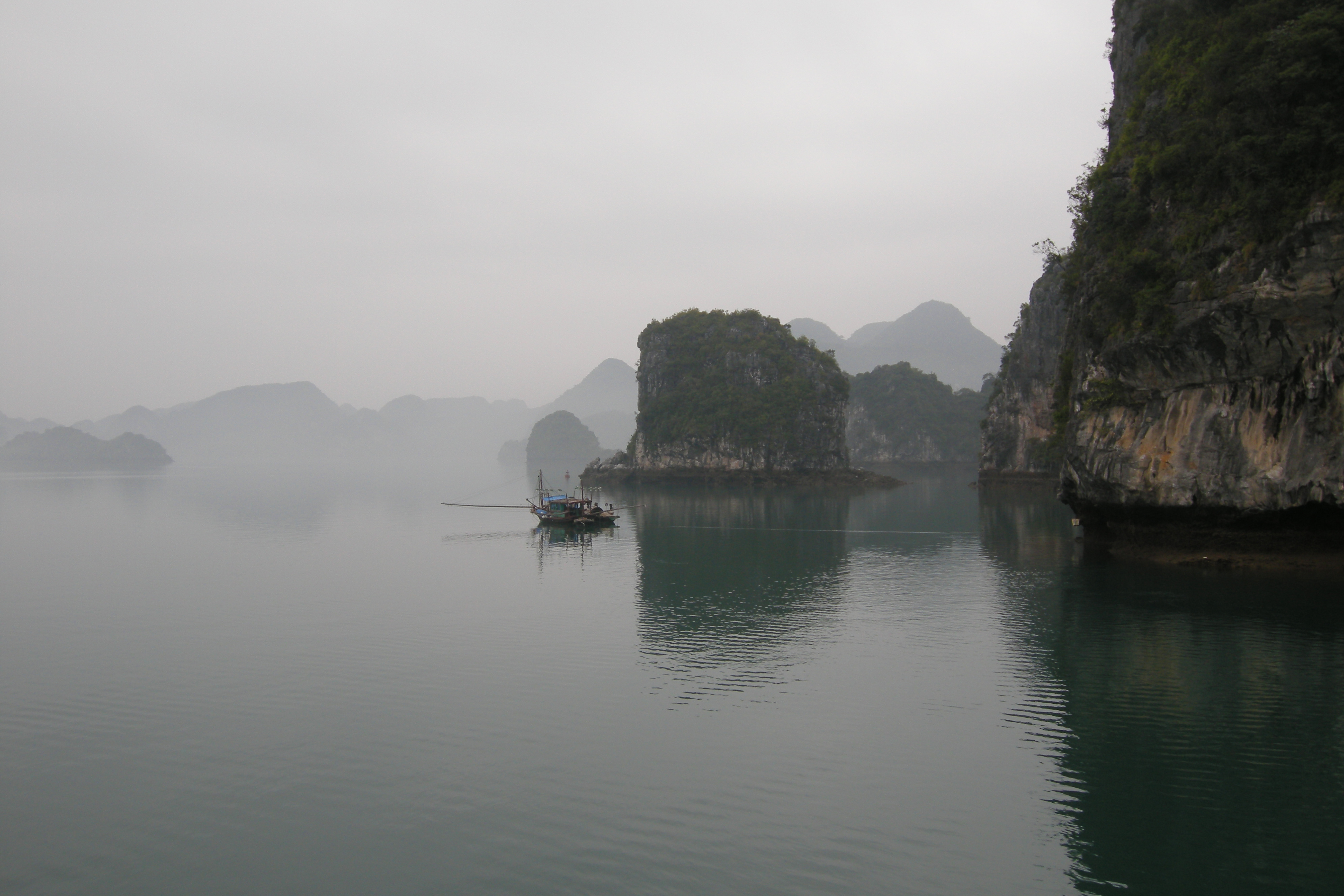
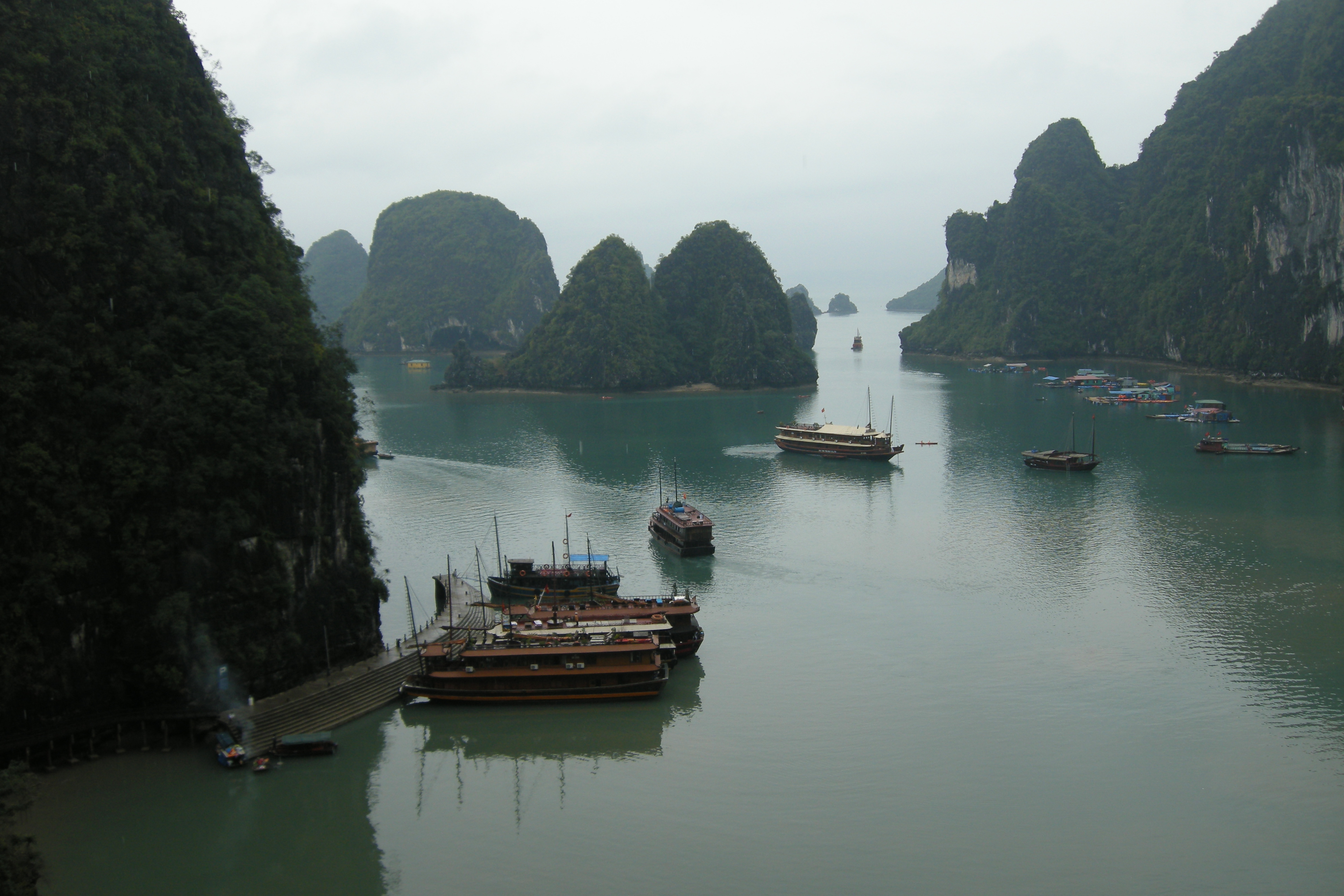
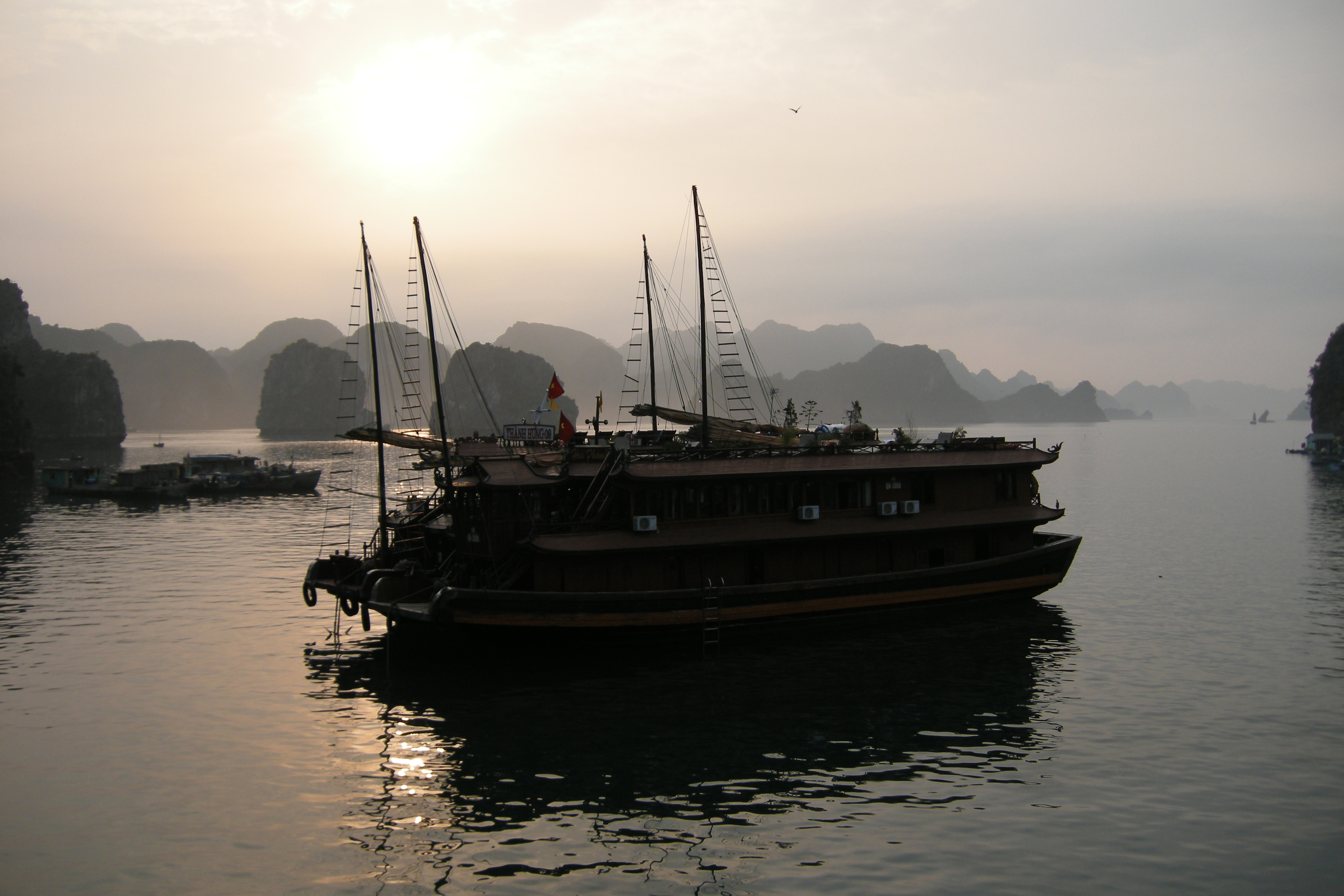